# Свобода (Богучарський район)
Свобода (рос. Свобода) — село у Росії, Богучарському районі Воронізької області. Входить до складу Філонівського сільського поселення.
Населення становить 175 осіб (83 чоловічої статі й 92 — жіночої) за переписом 2010 року.

## Історія
За даними 1859 року у казенному слободі Гадюча Богучарського повіту Воронізької губернії мешкало 893 особи (452 чоловічої статі та 441 — жіночої), налічувалось 150 дворових господарств, існувала православна церква.
Станом на 1880 рік у колишній державній слободі Гадюча Залиманської волості мешкало 1292 особи, налічувалось 193 дворових господарства, існували православна церква, 16 вітряних млинів.
За переписом 1897 року кількість мешканців зменшилась до 1150 осіб (579 чоловічої статі та 571 — жіночої), з яких всі — православної віри.
За даними 1900 року у слободі мешкало 1138 осіб (569 чоловічої статі та 569 — жіночої) переважно українського населення, налічувалось 219 дворових господарств, існували православна церква, школа грамоти, винна лавка, 2 ярмарки на рік.

## Населення
| 2005 | 2010 |
| ---- | ---- |
| 192  | ↘175 |